# Mollands
Mollands ist ein Ort und eine Katastralgemeinde der Marktgemeinde Schönberg am Kamp im Bezirk Krems-Land in Niederösterreich.

## Geografie
Der Ort liegt im Kamptal auf einer Anhöhe westlich von Schönberg am Kamp. Die Seehöhe in der Ortsmitte beträgt 333 Meter. Die Fläche der Katastralgemeinde umfasst 2,63 km². Die Einwohnerzahl der Ortschaft beläuft sich auf 275 Einwohner (Stand: 1. Jänner 2024). Der Ort liegt im Naturpark Kamptal-Schönberg.

## Postleitzahl
In der Marktgemeinde Schönberg am Kamp finden mehrere Postleitzahlen Verwendung. Mollands hat die Postleitzahl 3562.

## Geschichte
Mollands wurde 1208 erstmals urkundlich erwähnt, als ein Hadmar von Kuenring einen Zehent in Mollands dem Stift Zwettl schenkte. Für 1384 ist der Ortsname Ulanz und für 1425 Ullants nachgewiesen. Laut Adressbuch von Österreich waren im Jahr 1938 in der Ortsgemeinde Mollands ein Gärtner, eine Gastwirtin, ein Gemischtwarenhändler und eine Schneiderin ansässig.

## Bevölkerungsentwicklung
| Jahr      | 1794 | 1846 | 1869 | 1951 | 1961 | 1981 | 1991 | 2001 |
| --------- | ---- | ---- | ---- | ---- | ---- | ---- | ---- | ---- |
| Einwohner | 221  | 250  | 268  | 223  | 217  | 252  | 220  | 261  |

## Wirtschaft und Infrastruktur

### Weinbau
Mollands zählt zu den Weinbauorten des Kamptals.

### Brandschutz
- Freiwillige Feuerwehr Mollands und See

### Verkehr
Mollands ist durch eine Gemeindestraße an die Kamptalstraße (B34) angebunden. Das Linienbusunternehmen PostBus fährt in Mollands die Haltestelle Mollands Ort der Linie 1407 (Schiltern-Langenlois) an. Der nächstgelegene Bahnhof der ÖBB ist Schönberg/Kamp an der Kamptalbahn.